# Dóris Giesse
Doris Giesse (Valença, 18 de maio de 1960) é uma modelo, bailarina, atriz, mímica e radialista brasileira.

## Biografia
Filha de imigrantes alemães, antes de ingressar na televisão, estudou Pedagogia na Unicamp e Filosofia na PUC. Formada como bailarina clássica pela Royal Academy of Dance de Londres, aprimorou-se na Juilliard School de Nova Iorque e integrou o grupo de ballet Cisne Negro e o Ballet Stagium nos EUA. Além de bailarina, atuou como ginasta olímpica.
Ícone da moda, estampou capas das principais revistas do país, como Vogue, Nova, Veja São Paulo e  Claudia. Posou nua para Playboy em novembro de 1990, e para a Sexy em dezembro de 1992 e dezembro de 1994. Atuou em grandes campanhas publicitárias (H. Stern, Melitta, Axe e outras) e chegou a estrelar treze peças publicitárias simultaneamente, recorde que permanece até os dias de hoje (2010). No cinema, protagonizou o filme Sonhos de menina moça.
Iniciou sua carreira na televisão nos anos 80, aparecendo pela primeira vez como uma das modelos da abertura da novela Brega e Chique, em 1987, e tendo seu primeiro destaque na apresentação do Jornal de Vanguarda, em 1988, na Rede Bandeirantes, e em seguida o Jornal da Noite. Dona de uma beleza incomum para os padrões brasileiros, em 1990 foi contratada pela Rede Globo, como apresentadora do Fantástico, onde ficou até 1992.
Ganhou um programa próprio em 1991, o Doris para Maiores, que foi o embrião do que seria no ano seguinte o Casseta & Planeta, Urgente!. Na época, Doris passou a ser vista como andrógina, pelos cabelos curtos e voz grave, principalmente quando desempenhava o papel da androide Dorfe no mesmo programa.
Depois de uma breve passagem pelo SBT, entre 1994 e 1995, na qual apresentou o SBT Repórter e o TJ Brasil, em 1996 deu luz à gêmeos e, em seguida, foi contratada pela Rede Record, onde apresentou, em 1998, a primeira fase do Fala Brasil.
Atualmente, Dóris oferece serviços de consultoria jornalística e apresentação de eventos. Tem um blog no qual posta poemas de sua própria lavra.
Em 2007, retomou a carreira de modelo, tendo participado do São Paulo Fashion Week.
Na manhã de 15 de abril de 2007, Dóris caiu do oitavo andar de um prédio da rua Apinajés, em Perdizes, São Paulo. Sobreviveu por ter a queda amortecida por um telhado de amianto. Segundo sua assessoria de imprensa, ela caiu enquanto tentava resgatar seu gato.
Em 2009, voltou a publicar poesias e crônicas em seu novo blog Doris para Maiores.
Em 2013, lançou o site Doris pra Maiores, com vídeos sobre saúde, dança e comportamento destinado a mulheres maduras.

## Carreira artística

### Na televisão
| Ano     | Título              | Função                | Emissora          |
| ------- | ------------------- | --------------------- | ----------------- |
| 1987    | Brega & Chique      | modelo da abertura    | Rede Globo        |
| 1988-89 | Jornal de Vanguarda | Apresentadora         | Rede Bandeirantes |
| 1990-91 | Jornal da Noite     | Apresentadora         | Rede Bandeirantes |
| 1991-92 | Fantástico          | Apresentadora         | Rede Globo        |
| 1991    | Doris para Maiores  | Apresentadora e atriz | Rede Globo        |
| 1991    | Casseta & Planeta   | Apresentadora         | Rede Globo        |
| 1993-95 | TJ Brasil           | Repórter especial     | SBT               |
| 1998-99 | Fala Brasil         | Apresentadora         | Rede Record       |

### No cinema
- Sonhos de menina moça

### Campanhas publicitárias importantes
- H Stern
- Axé
- Tecidos Ferreira Guimarães
- Café Melitta
- Mesbla
- Pernambucanas

### Capas de revista
- Vogue
- Boa Forma
- Revista Manchete
- Desfile
- Cabelos
- Claudia
- Playboy
- Interview
- Nova Cosmopolitan
- Veja São Paulo
- Top Magazine
- Sexy